# Clambus minutus
Clambus minutus là một loài bọ cánh cứng trong họ Clambidae. Loài này được Sturm miêu tả khoa học đầu tiên năm 1807.